# Lijst van Nederlandse beroepsorkesten
Dit is een lijst van Nederlandse professionele orkesten .

## A
- Amsterdam Sinfonietta, Amsterdam
- Amsterdam Symphony Orchestra, Amsterdam
- Asko❘Schönberg Ensemble, Amsterdam

## B
- Het Balletorkest - Amsterdam, Haarlem

## C
- The Cinemusic Experience, Zaandam

## F
- Fanfare "Bereden Wapens", Vught
- Fanfare van het 'Korps Nationale Reserve', Amersfoort

## G
- Het Gelders Orkest (HGO) - onderdeel van Phion, Arnhem

## H
- Holland Symfonia thans Het Balletorkest, Amsterdam en Haarlem
- Holland Symfonie Orkest (Holland Orkest Combinatie), Renswoude
- Het Zeeuws Orkest, Middelburg

## J
- Jazz Orchestra of the Concertgebouw, Amsterdam

## K
- Koninklijk Concertgebouworkest (KCO), Amsterdam
- Koninklijke Militaire Kapel "Johan Willem Friso", Assen

## M
- Marinierskapel der Koninklijke Marine, Rotterdam
- Metropole Orkest, Hilversum

## N
- Nederlands Blazers Ensemble, Amsterdam
- Nederlands Douane Orkest, Barneveld
- Nederlands Kamerorkest, Amsterdam
- Nederlands Philharmonisch Orkest (NPO), Amsterdam
- The New Symphonics, Purmerend
- Nieuwe Philharmonie Utrecht (NPU), Utrecht
- Noord Nederlands Orkest (NNO), Groningen

## O
- Orkest Koninklijke Luchtmacht, vliegbasis Gilze-Rijen
- Orkest Koninklijke Marechaussee, Amersfoort
- Orkest van de Achttiende Eeuw, Amsterdam
- Orkest van het Oosten - onderdeel van Phion, Enschede

## P
- philharmonie zuidnederland (tot april 2013 Het Brabants Orkest en het Limburgs Symfonie Orkest), Maastricht en Eindhoven
- Promenade Orkest (Amsterdam), Amsterdam

## R
- Radio Filharmonisch Orkest (RFO), Hilversum
- Radio Kamer Filharmonie (RKF), Hilversum, opgeheven 2013
- RBO Sinfonia, Den Haag
- Regimentsfanfare "Garde Grenadiers en Jagers", Ermelo
- Residentie Orkest, Den Haag
- Rotterdams Philharmonisch Orkest (RPhO), Rotterdam
- Rotterdams Symfonisch Blaasorkest, Rotterdam

## S
- Sinfonia Rotterdam, Rotterdam